# Proverb
Proverb est une œuvre de musique contemporaine de Steve Reich composée pour cinq voix et percussions en 1995. Il s'agit de l'une des seules pièces que Reich ait composée autour de l'écriture pour voix et chant quasiment a cappella.

## Historique
Cette œuvre a été suggérée à Steve Reich par le chef de chœur et baryton Paul Hillier,, auquel elle est dédiée, et qui collaborait à cette époque avec le compositeur notamment sur The Cave (1994). Elle s'inspire de l'étude de la musique polyphonique du Moyen Âge et en particulier des œuvres de Pérotin, compositeur et chef de file de l'École de Notre-Dame de Paris aux XIIe et XIIIe siècles, dont Steve Reich utilise l'organum Viderunt omnes comme source précise d'inspiration. Elle a été commandée par la radio anglaise pour les BBC Proms à l'occasion des célébrations du centenaire de la manifestation.
La création de l'œuvre se fait en deux temps. Une première version de Proverb est donnée sous une forme partielle le 7 septembre 1995 par les chanteurs de la BBC avec l'Ensemble Modern dirigé par Peter Eötvös au Royal Albert Hall de Londres. Steve Reich continue durant les deux mois suivants à travailler sur la pièce, pour terminer la version révisée, en décembre 1995. La première de l'œuvre complète est jouée le 10 février 1996 par le Theatre of Voices et le Steve Reich Ensemble dirigés par Paul Hillier à l'Alice Tully Hall du Lincoln Center de New York.

## Structure
Proverb est composée pour trois sopranos, deux ténors, deux vibraphones et deux orgues électriques. Elle s'articule autour d'un mouvement unique déclinant une phrase du philosophe autrichien Ludwig Wittgenstein – que Steve Reich avait étudié à l'université Cornell. Cette courte phrase, tirée du livre Culture and Value (1946) : 
« How small a thought it takes to fill a whole life »
— Ludwig Wittgenstein

« Comme il suffit d'une petite pensée pour remplir toute une vie ! »
 Cette phrase fait à la fois échos à la musique épurée de Pérotin et aux créations minimalistes de Reich.
Les voix débutent a cappella avant d'être doublées par les orgues créant en outre les harmonies et renforçant les phénomènes de scintillations et résonances acoustiques. Les percussions interviennent après la troisième minute, pour exécuter les groupes rythmiques, autour desquelles se développe un canon des ténors. Une coda finale reprend la phrase initiale de la soprano.
L'exécution de Proverb dure environ 14 minutes.

## Utilisation dans les arts
Proverb a été utilisé par différents artistes issus de la musique électronique dans des remixes créés en hommage au compositeur tels que Nobukazu Takemura sur le disque Reich Remixed (1999) et Alex Smoke sur Reich: Remixed 2006 (2006).
En 2006, le chorégraphe britannique Richard Alston utilise Proverb comme support de son ballet homonyme pour dix danseurs de la Richard Alston Dance Company créé à l'occasion des célébrations organisées pour le 70e anniversaire de Steve Reich,.

## Enregistrements
- Sur le disque Proverb - City Life - Nagoya Marimbas, par le Theatre of Voices et le Steve Reich Ensemble dirigés par Paul Hillier, Nonesuch Records, 1996.
- Sur Live at Foundation Louis Vuitton, par le Colin Currie Group et Synergy Vocals, Colin Currie Records CD CCR003, 2019.